# Белли, Джоконда
Джоконда Белли (исп. Gioconda Belli, родилась 9 декабря 1948 года в Манагуа, Никарагуа) — никарагуанская писательница, романист и поэтесса.

## Ранние годы
Джоконда Белли выросла в богатой семье в Манагуа. Её отец — Умберто Белли Сапата, а брат — политик и писатель Умберто Белли.
Джоконда Белли училась в школе-интернате в Испании, окончила Королевскую школу Санта-Исабель в Мадриде и изучала рекламу и журналистику в Филадельфии. Когда она вернулась в Никарагуа, то вышла замуж и родила первую дочь в 19 лет.

## Карьера
Белли начала свою карьеру в PepsiCo в качестве связного с рекламным агентством компании Publisa, которое затем наняло её в качестве менеджера по работе с клиентами.
Через одного из своих коллег в рекламном агентстве Белли познакомилась с Камило Ортегой, который познакомил её с сандинистами и попросил присоединиться к группе. В 1970 году Белли присоединилась к борьбе против диктатуры Сомосы, присягнув участию в движении Леаны Ортеги, жены Камило Ортеги. Работа Белли в движении привела к тому, что в 1975 году она была вынуждена покинуть страну, уехав в Мексику. Вернувшись в 1979 году, незадолго до победы сандинистов, она стала международным пресс-секретарём Сандинистского фронта национального освобождения (FSLN) в 1982 году и директором Государственной связи в 1984 году. В это время она встретила Чарльза Кастальди, американского журналиста National Public Radio, за которого вышла замуж в 1987 году. С 1990 года она живёт как в Манагуа, так и в Лос-Анджелесе. С тех пор она покинула СФНО и стала главным критиком правительства Ортеги.

### Писательство

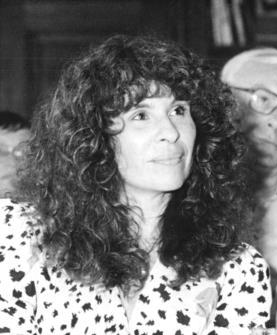
Белли в 1989 году

В 1970 году Белли опубликовала свои первые стихи в литературном приложении никарагуанской газеты La Prensa. В 1972 году она выиграла премию Premio de Poesía Mariano Fiallos Gil от Национального автономного университета Никарагуа.
В 1988 году книга Белли «La Mujer Habitada» («Обитаемая женщина»), полуавтобиографический роман, впервые поднявший гендерные вопросы в никарагуанских революционных нарративах, привлекла к ней повышенное внимание; эта книга была опубликована на нескольких языках и была включена в список для чтения в четырёх университетах США. В романе есть две параллельные истории: сопротивление коренного населения испанцам и современное восстание в Центральной Америке с различными общими чертами: эмансипация женщин, страсть и приверженность к освобождению. В 2000 году она опубликовала свою автобиографию, подчеркнув свою причастность к революционному движению, «El país bajo mi piel», опубликованную в США под названием «Страна под моей кожей»; он был финалистом книжной премии Los Angeles Times в 2003 году. Белли продолжает публиковаться и утверждает, что поэзия — её самая важная работа. В 1978 году Белли получила Премию Дома Америк. В 2008 году Белли получила премию Библиотеки Бреве за свою книгу «El infinito en la palma de la mano» («Бесконечность на ладони»), аллегорию об Адаме и Еве в раю.
Книги Белли изданы на многих языках.
Её книга 2010 года была представлена под названием «Crónicas de la Izquierda Erótica», но его пришлось изменить на «El País de las Mujeres», поскольку предыдущее название было слишком похоже на название книги 1973 года Аны Марии Родас: «Poemas de la Izquierda Erótica». Книга рассказывает историю мира, которым правят женщины. В романе она изображает группу женщин, которые приходят к власти с помощью политической партии под названием «Partido de la Izquierda Erótica». Это то же название, что и движение, сформированное женщинами в 80-х годах, к которому принадлежала Белли, которое было названо в честь работы Родас.

### Политическая активность
Белли выступила против диктатуры Анастасио Сомосы Дебайле. С 1970 года, когда она начала писать свои стихи и, как многие интеллектуалы её поколения, она вступила в ряды Сандинистского фронта национального освобождения (FSLN), в то время подпольной и преследуемой организации, целью которой было свержение режима Сомосы. Она была тайным курьером, перевозила оружие, путешествовала по Европе и Латинской Америке, добывая ресурсы и распространяя информацию о борьбе сандинистов. Она стала членом политико-дипломатической комиссии Фронта.
В 2018 году Белли выступила против правительства Даниэля Ортеги, которое появилось на выборах 2016 года, и стала активным участником движения за обновление сандинистов. В 2023 году Белли и ещё почти сто противников Ортеги были лишены гражданства Никарагуа.

## Награды
- XXVIII Международная поэтическая премия «City of Melilla»
- Премия «Mariano Fiallos Gil de Poesía», Никарагуа, 1972
- Премия «Casa de las Américas», Куба, Poesía 1978[5]
- Премия «Fundación de Libreros, Bibliotecarios» и «Editores Alemanes de la Fundación Friederich Ebhert» в 1989 году за La Mujer Habitada, «лучший политический роман[англ.] года»
- Премия «Anna Seghers de la Academia de Artes de Alemania», 1989
- Премия «Luchs del Semanario Die Zeit a su libro» за El Taller de las Mariposas, 1992
- Медаль признания Национального театра Никарагуа за 25 лет работы в культуре
- Премия «Internacional de Poesía Generación del 27», 2002
- Премия «Pluma de Plata», Бильбао, 2005
- «Biblioteca Breve Award», 2008[20]
- «Sor Juana Inés de la Cruz Award» за «лучший роман», Международная книжная ярмарка в Гвадалахаре, 2008
- «Oxfam Novib/PEN Award[англ.]» 2019, Зимний фестиваль в Гааге (с палестинской поэтессой Дарин Татур)[25]